# Sfârșitul conducerii romane în Britania

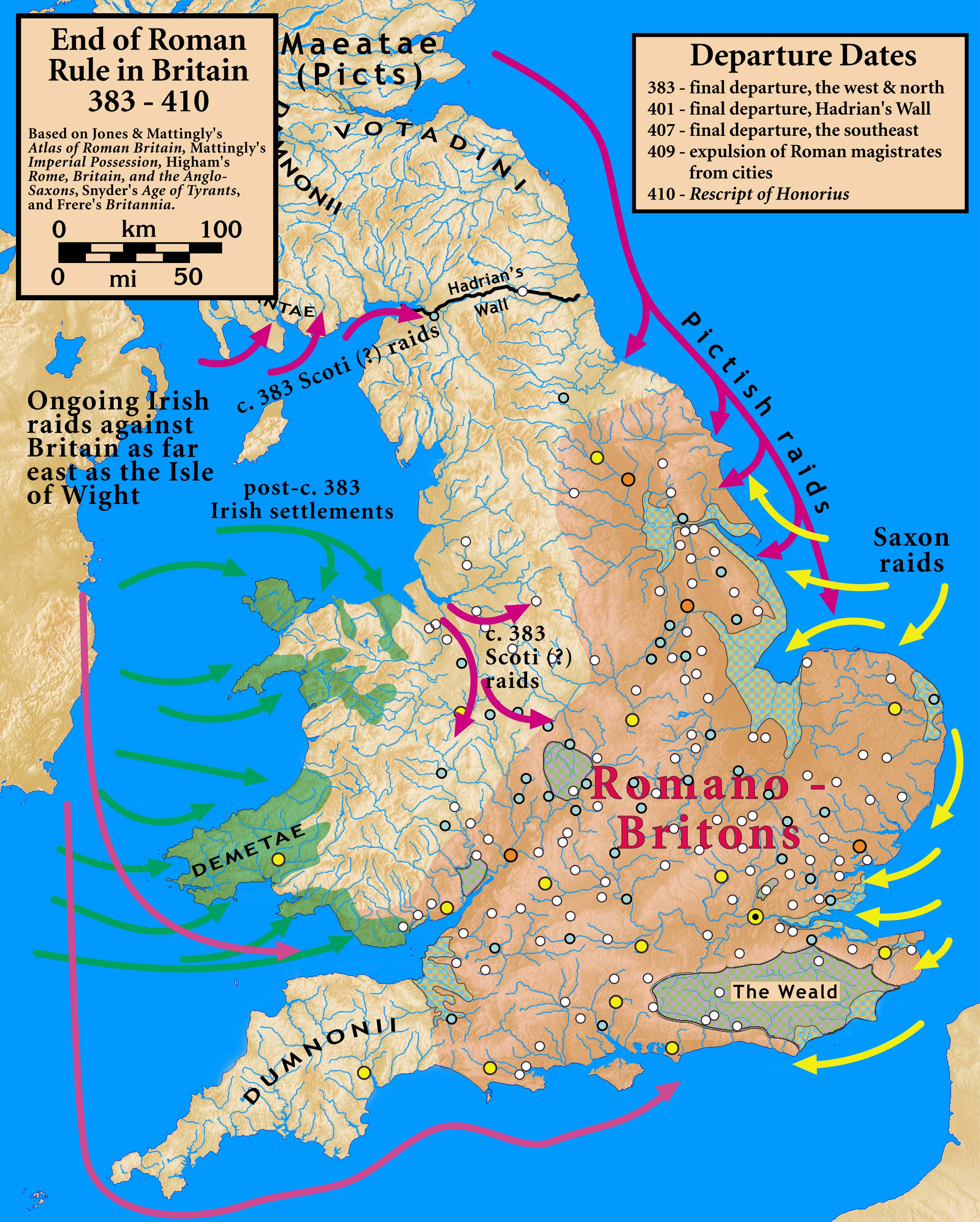
Sfârșitul dominației romane în Britania și invadarea ulterioară a acesteia de triburile picte, scoțiene și iute

Sfârșitul dominației romane în Britania este perioada în care Imperiul Roman a încheiat relația sa cu Britania Romană, marcând astfel trecerea de la Britania Romană la o Britanie post-Romană. Nu există o dată exactă a retragerii romane, dominația romană încheindu-se la diferite date în diferite părți ale Britaniei și în diferite circumstanțe.
Anul 410 este preferat de majoritatea istoricilor ca fiind data care marchează sfârșitul conducerii romane în Britania. Alți istorici prefera în schimb anul 409, anul în care Romano-britanicii au expulzat magistrații romani din orașele lor.
Anul 383 marchează sfârșitul dominației romane în nordul și vestul Britaniei. În acel an, trupele romane au fost retrase din aceste regiuni ale Britaniei pentru ultima oară. Deoarece legătura dintre aceste regiuni și Roma era de ocupație militară mai degrabă decât o societate civilă, legătura a fost dizolvată când trupele au plecat.